# تود باش
تود باش (بالإنجليزية: Todd Bash)‏ هو كاتب مسرحي أمريكي، ولد في 1965.